# Anechites
Anechites, monotipski biljni rod iz porodice zimzelenovki. Jedina vrsta je A. nerium, čije su izvorno područje Karibi, Srednja Amerika, pa do Perua. Penjačica je i raste prvenstveno u vlažnom tropskom biomu. Koristi se kao lijek.
Rod je opisan 1861.